# Palau de la Música di Valencia
Il Palau de la Música di Valencia è un auditorium che si trova a Valencia nell'antico letto del fiume Turia e che è utilizzata per concerti, spettacoli cinematografici e mostre d'arte. 
È la sede dell'Orchestra di Valencia e della Banda municipale.